# Туренко Володимир Петрович
Туренко Володимир Петрович (нар. 23 листопада 1952) — доктор сільськогосподарських наук, професор кафедри зоології, ентомології, фітопатології, інтегрованого захисту і карантину рослин ім. Б. М. Литвинова Державного біотехнологічного університету.

## Біографія
Володимир Петрович народився 21 листопада 1952 року в с. Киселі Первомайського району Харківської області.
У 1968 році закінчив Киселівську восьмирічну школу і вступив до Липківського радгоспу-технікуму Нововодолазького району Харківської області, який закінчив з відзнакою за спеціальністю «Агрономія» у 1972 році.
У 1972 році вступив до Харківського сільськогосподарського інституту ім. В. В. Докучаєва на факультет захисту рослин, який закінчив з відзнакою у 1977 році.
У квітні 1977 року був тимчасово зарахований на посаду асистента кафедри фітопатології Харківського сільськогосподарського інституту ім. В. В. Докучаєва.
У жовтні 1977 року був звільнений від зайнятої посади на основі п 3 статті 36 КЗОТ УССР у зв'язку з призивом до лав Радянської армії.
Протягом 1977-1979 років служба в лавах Радянської армії.
У травні 1979 року Володимир Петрович зарахований на посаду викладача кафедри фітопатології Харківського сільськогосподарського інституту ім. В. В. Докучаєва як молодий спеціаліст.
У 1981 році був переобраним на зайнятій посаді на черговий строк - 5 років.
Протягом 1982-1986 років навчався на заочній аспірантурі Інституту захисту рослин УААН.
У 1987 році захистив кандидатську дисертацію на тему «Бура плямистість на насіннєвих посівах люцерни і заходи захисту від неї в Східному Лісостепу УРСР».
У квітні 1988 року переведений на посаду доцента кафедри фітопатології на підставі результатів конкурсу.
У 1988 році член-кореспондент громадської академії «Міжнародна академія з екології і безпеки».
З 1988 по 1989 роки вивчав французьку мову в м. Москві, включений до складу групи для підготовки фахівців аграрного профілю у вищих навчальних закладах за кордоном.
У 1991 році Володимир Петрович отримав свідоцтво №360 учасника ВДНГ СРСР 1988 р.
У 1992 році був обраний деканом факультету захисту рослин на п'ятирічний строк строк.
у 1993 році обраний доцентом кафедри фітопатології.
У 1997 році продовжив працювати на посаді декана факультету за строковим договором до червня 2002 року.
У 1998 році продовжив працювати на посаді доцента кафедри за строковим договором до квітня 2003 року.
У 2003 році продовжив працювати на посаді доцента кафедри фітопатології за строковим трудовим договором до 2009 року.
У 2005 році Володимир Петрович отримав диплом доктора філософії, прийнятий на 0,5 ставки доцента кафедри фітопатології за сумісництвом.
У 2006 році захистив докторську дисертацію на тему «Грибні хвороби насіннєвої люцерни, прогноз їх розвитку у Східному Лісостепу і Степу України» у Київському національному аграрному університеті.
У 2007 році отримав науковий ступінь доктора сільськогосподарських наук, обраний на посаду директора НДІ фітосанітарного моніторингу Харківського національного аграрного університету ім. В. В. Докучаєва, за суміцництвом переведений на посаду професора кафедри фітопатології на 0,5 ставки.
У 2008 році обраний на посаду завідувача кафедри за контрактом до червня 2015 року.
У 2009 році був співавтором вікритого напрямку підготовки 6.090 105 «Захист рослин», освітньо-кваліфікаційного рівня «Бакалавр» Міністерства освіти і науки України та галузевих стандартів ОПП і ОКХ освітньо-кваліфікаційних рівней «Спеціаліст», «Магістр» за спеціальністю 7.030 104 і 8.130 104 «Захист рослин», напряму підготовки 1301 «Агрономія».
У 2010 році був головою спеціалізованої вченої ради К 64.803.02 на здобуття наукового ступеня кандидата сільськогосподарських наук за спеціальностями: 06.01.11-фітопатологія і 16.00.10-ентомологія; головний редактор Вісника Харківського національного аграрного університету ім. В. В. Докучаєва серія «Фітопатологія та ентомологія».
У 2011 році Володимир Петрович був членом експертної ради із сільського господарства при Державній акредитаційній комісії України.
З 2016 по 2018 роки експерт секції «Наукові проблеми сільського, лісового і садово-паркового господарства та ветеринарії» за фаховими напрямами наукової ради МОН України.
З 2021 року по теперішній час керівник секції «Агрофармакологія» студентського наукового гуртка «Захист і карантин рослин».
З 2021 року по теперішній час професор кафедри зоології, ентомології, фітопатології, інтегрованого захисту і карантину рослин ім. Б. М. Литвинова Державного біотехнологічного університету.

## Наукові праці
Володимир Петрович автор 192 наукових праць, у тому числі статті, що індексуються в наукометричній базі Web of Science - 3; підручники - 2; навчальні посібники - 9.

## Відзнаки та нагороди
- Почесна грамота за підсумками роботи університету в 1990 році (1991);
- грамота Харківської обласної державної адміністрації (2002);
- грамота Головної державної інспекції захисту рослин Мінагрополітики України (2002);
- грамота Головного управління освіти і науки Харківської обласної державної адміністрації (2003);
- диплом за участь в обласному конкурсі «Вища школа Харківщини - кращі імена» у номінації «Декан» (2003);
- почесні грамоти Мінагрополітики України (2005, 2009);
- трудова відзнака Мінагрополітики України «Знак пошани» (2006);
- грамота Міністерства освіти і науки України (2007);
- подяка за високий рівень представлення експозиції навчального закладу на І Міжнародній агропромисловій виставці-ярмарку «Агро-2009» (2009);
- грамота Верховної ради України (2016).